# Ousman Miangoto
Ousman Miangoto (* 15. Oktober 1954) ist ein ehemaliger tschadischer Mittelstreckenläufer.
Miangoto trat für den Tschad bei den Olympischen Sommerspielen 1984 in Los Angeles an. Er startete im Wettbewerb über 800 m und kam im Vorlauf nur auf Platz acht. Bei der Eröffnungszeremonie war er Fahnenträger der tschadischen Delegation.